# Glaphyrus muticus
Glaphyrus muticus är en skalbaggsart som beskrevs av Edmund Reitter 1903. Glaphyrus muticus ingår i släktet Glaphyrus och familjen Glaphyridae. Inga underarter finns listade i Catalogue of Life.